# Дагестан
Дагеста́н, официально Респу́блика Дагеста́н, — субъект Российской Федерации, республика в её составе. Входит в Северо-Кавказский федеральный округ и является частью Северо-Кавказского экономического района.
Образована, де-факто 13 ноября 1920 года, де-юре 19 января 1921 года как автономная республика в составе РСФСР. Столица — город Махачкала.
Граничит с Азербайджанской Республикой на юге, с Грузией на юго-западе, с Чеченской Республикой на западе, со Ставропольским краем на северо-западе и с Республикой Калмыкия на севере (последние три являются субъектами России).
Согласно Конституции Республики Дагестан, государственными языками являются русский и языки всех народов, населяющих республику. Среди них имеют письменность и официальный статус аварский, агульский, азербайджанский, даргинский, кумыкский, лакский, лезгинский, ногайский, рутульский, табасаранский, татский, цахурский, чеченский языки.

## Название
Название «Дагестан» означает «горная страна» (от тюркского даг «гора» и персидского стан «страна, земля»). По мнению Е. М. Поспелова, это название известно по крайней мере с XV века. По мнению А. К. Аликберова, наименование «Дагестан» является калькой с названия горного государства гунно-савир (предков кумыков) — Тавъяка (переводимого с кипчакского (кумыкского) как тав «гора» и як «сторона, страна»). По мнению В. В. Бартольда, название «Дагестан» появилось только в X—XVI веках.
В начале XIX века Дагестаном называли территорию между Кавказским хребтом и Каспийским морем, при этом её границы отличались у разных авторов: у некоторых авторов Дагестан начинался от реки Сулак (сейчас в центральном Дагестане) и шёл на юг вплоть до Баку, у других он заканчивался по реке Самур (по которой сейчас проходит граница Дагестана и Азербайджана). В 1860 году при образовании Дагестанской области её границы были определены от Сулака и до Самура. В 1920 годах в состав Дагестана был включён Хасавюртовский округ Терской области, а в 1957 годах — равнины Кизляра и ногайские степи, после чего на горные территории стало приходиться лишь 57 % площади «горной страны».
Территории, сейчас входящие в состав Дагестана, ранее именовались по-разному. Некоторые историки относят к Южному Дагестану более раннее наименование Албания, по одной из версий означающее «страна гор». Грузины исторически именовали Дагестан по трём названиям: Лекетия (либо Лакз, либо земли легов), Хундзетия (Горный Дагестан, земли аваров) и Дидоэтия (земля дидойцев).

## Физико-географическая характеристика

### География
Дагестан расположен на крайнем юге европейской части России, в северо-восточной части Кавказа, вдоль побережья Каспийского моря. В северной части республики расположены большая часть Кумыкской равнины и часть Ногайской степи, в южной — предгорья и горы Большого Кавказа. Протяжённость территории с севера на юг составляет около 414 км, с запада на восток — 222 км. Дагестан на севере граничит со Ставропольским краем и Калмыкией, на западе — с Чеченской Республикой и Грузией, на юге — с Азербайджаном. На границе с Азербайджаном располагается крайняя южная точка России — гора Базардюзю (41°10' с. ш.).

### Гидрография
- Место образования Сулака
- Ирганайское водохранилище
- Чиркейское водохранилище

С востока территория Дагестана омывается водами Каспийского моря. Юг и среднюю часть республики занимают горы и предгорья Большого Кавказа, на севере начинается Прикаспийская низменность.

### Реки
Через центральную часть республики протекают реки Терек и Сулак. В Дагестане протекает 6255 рек (в том числе 100 главных, имеющих длину более 25 км и площадь водосбора более 100 км, 185 малых и более 5900 мельчайших), наиболее крупными из которых являются Терек, Сулак, Самур, Рубас с притоками. Все реки относятся к бассейну Каспийского моря, однако в море впадает только 20 из них.
Север Дагестана из-за сухого климата беден реками. Имеющиеся реки летом используются для орошения и не доходят до моря.
Наиболее многоводны горные реки, которые благодаря быстрому течению не замерзают даже зимой, им свойственны сравнительная многоводность и значительные уклоны.
Сулак — самая большая река в Дагестане — образуется при слиянии рек Казикумухское Койсу, Аварское Койсу и Андийское Койсу, которые берут начало в горах Большого Кавказа. Площадь его бассейна составляет 15,2 тыс. км². На Сулак приходится половина всех гидроэнергоресурсов Дагестана, здесь расположены Чиркейская ГЭС, Миатлинская ГЭС, Гельбахская ГЭС, Чирюртская ГЭС-1 и Чирюртская ГЭС-2.
Самур является второй по величине рекой в Дагестане. Площадь его бассейна составляет 7,3 тыс. км². Исток находится в Рутульском районе Дагестана. При впадении в Каспийское море Самур распадается на рукава и образует дельту. На реке и на её главных притоках планируется строительство трёх ГЭС. Воды Самура также используются в целях орошения: из реки выведены оросительные каналы, орошающие Южный Дагестан (Самур-Дербентский канал) и находящийся по соседству Азербайджан (Самур-Апшеронский канал).
Озёра
- Озеро Кезенойам (Ботлихский район, большая часть озера относится Веденскому району Чечни[22] — самое большое и глубокое горное озеро на Северном Кавказе
- Нижнетерские озёра
- Озеро Ак-Гёль — Махачкала

### Рельеф
- Сулакский каньон
- Нижний Арадирих
- Седло гора
- Каньон в Шамильском районе

Орография Дагестана своеобразна: 245-километровая полоса предгорий упирается в поперечные хребты, которые окаймляют огромной дугой Внутренний Дагестан. Две основные реки вырываются из гор — Сулак на севере и Самур на юге. Естественными границами горного Дагестана являются: Снеговой и Андийский хребты — до гигантского каньона Сулака, Гимринский, Лесистый, Кокма, Джуфудаг и Ярудаг — между Сулаком и бассейном Самура, Главный Кавказский хребет — на юго-западе обоих бассейнов.
Внутренний Дагестан, в свою очередь, делится на среднегорный, платообразный район и альпийский, высокогорный.
Горы занимают площадь 25,5 тыс. км², а средняя высота всей территории Дагестана равна 960 м. Высшая точка — Базардюзю (4466 м). Породы, слагающие горы Дагестана, резко разграничены. Главные из них — чёрные и глинистые сланцы, крепкие доломитизированные и слабые щелочные известняки, а также песчаники. К сланцевым хребтам относятся Снеговой хребет с массивом Диклосмта (4285 м), Богосский хребет с вершиной Адалла-Шухгельмеэр (4151 м), Шалиб с вершиной Дюльтыдаг (4127 м).
Каспийское побережье и большая часть Терско-Кумской и Терско-Сулакской низменностей лежит на 27 м ниже уровня мирового океана.

### Климат
Климат на севере и в центральной части Дагестана умеренно-континентальный и засушливый.
Дагестан подразделён на три почвенно-климатические зоны:
- горная — выше 850 (1000) м (площадь — 2,12 млн га, или 39,9 % территории),
- предгорная — от 150 (200) до 850 (1000) м (площадь — 0,84 млн га, или 16 % территории),
- равнинная — от −28 до 150 (200) м (2,35 млн га, или 43 % территории)[28].

Средняя температура самого холодного месяца — января от +1 °C (Дербент) до −10 °C (Сулак). Абсолютные минимумы от −19°С (Дербент) до −36°С (Высокогорные водораздельные хребты и плато). Средняя температура июля от +9°С (Сулак) до +25°С (Кочубей). Абсолютные максимумы от +21°С (Высокогорья) до +42°С (Предгорные районы). Среднегодовое количество осадков от 190 мм (Остров Чечень) до 1090 мм (Сулак).
Вегетационный период составляет 200—240 дней.

### Часовой пояс
Дагестан находится в часовой зоне МСК (московское время). Смещение применяемого времени относительно UTC составляет +3:00.

### Растительность
Дагестан в географическом отношении делится на предгорный, горный и высокогорный физико-географические пояса, в каждом из них имеются различные виды растительности. В Дагестане произрастают около 4500 видов высших растений, из которых 1100 эндемиков. На равнине растительность в основном полупустынная. В предгорном поясе (начиная с высоты 600 м) распространены луга и леса. В субальпийских и альпийских лугах преобладают овсяница, клевер, астрагал, скабиоза, горечавка и др. На высоте 3200—3600 м преобладают мхи, лишайники и холодоустойчивые растения.

## История

### Исторические области
Дагестан всегда делился на историко-географические области: Авария, Дарго, Лакия, Дидоэтия, Лекия, Кайтаг, Кумыкия, Табасаран и другие.

### Палеолит
Территория Дагестана была обитаема уже около 2 миллионов лет назад: стоянка Рубас-1 в Приморском Дагестане (2,2—2,3 млн л. н.), стоянки Айникаб-1 и 2, Мухкай 1, Мухкай 2 слой 80 (1,8 млн л. н.), Мухкай 2 слой 129 (от 2,5 до 1,9 млн л. н.), Гегалашур 1-3, Ругуджа, Урма-1 в Центральном Дагестане.
Следы кострища на стоянке Айникаб-1 датируются временем около 1,7 млн л. н., но не позднее 1,24 млн лет назад.
Более полумиллиона лет стоянкам на реке Дарвагчай.

### Античность
В начале нашей эры часть современного Дагестана входила в состав Кавказской Албании, основу которой составляли лезгинские народы.

### Средние века
Равнинная часть Дагестана входит в Хазарский каганат и в Царство Гуннов. В приморской зоне расцветают многочисленные гунно-хазарские города, в числе которых Семендер, Варачан и другие. В рамках указанных государств начинается этногенез кумыков. Раннефеодальное государство Джидан, которое рядом его исследователей признаётся кумыкским, в X веке признаётся Аль-Масуди самым могущественным в регионе. Территории расселения кумыков (гумиков) простирались до границ Алании.
В X веке сёла аварцев были под влиянием раннефеодального царства Сарир со столицей в Хунзахе. Династия правителей, христиан, находилась в родстве с персидскими шахиншахами-Сасанидами. А лезгиноязычные народы были объединены в единое государственное образование Лекия со столицей Цахур.
В VII веке Дербент и Кумух стали важнейшими опорными пунктами Халифата, на Восточный Кавказ проник ислам. С IX по XI век образовался Дербентский эмират.
В XI—XII веках на развалинах христианского Сарира образовалось Аварское нуцальство. Ранняя история Шамхальства не ясна. Одни признают первой столицей город Тарки — наследник Семендера, другие золотоордынский город Джулат, третьи — нагорное село Кумух.
В 1239—1240 годах произошло вторжение татаро-монголов во внутренний Дагестан. Татаро-монгольские отряды, пройдя через прикаспийскую территорию, вторглись в Южный Дагестан, а оттуда на территорию Шамхальства.
В конце XIV века — борьба дагестанских народов с Тамерланом. В 1395 году Тамерлан проник через Дербентский проход в дагестанские владения. Походы его войск сопровождались уничтожением дагестанского населения, поскольку ряд дагестанских феодалов поддержал противника Тамерлана — Тохтамыша.
К XV веку в Дагестане окончательно и повсеместно распространился ислам.

### XVI—XVII века
Как минимум с XVI века на территории Дагестана образовалось Тарковское шамхальство, которое поддерживало отношение с другими дагестанскими государственными образованиями (Газикумухское, Кайтагское, Аварское и другие).
1577 — астраханский воевода Лукьян Новосильцев заложил крепость Терки на реке Терек. Эта же дата является днём рождения Терского казачьего войска.
В 1594 году был предпринят поход войск царя Фёдора Ивановича на Тарковское Шамхальство под командованием воеводы Хворостинина с целью утвердить на троне в Тарках своего ставленника. Русские войска взяли Тарки, но оказались заблокированными войсками шамхала. Воевода Хворостинин, не дождавшись прихода грузин с претендентом на шамхальство, решил покинуть Дагестан, и вернуться на Терек, прорвав блокаду. На Терек вернулась только четвёртая часть отряда (всего было около 2500 человек).
В 1604 году при царе Борисе Годунове был предпринят поход под командованием И. Бутурлина. Русские войска штурмом заняли Тарки и захватили стратегически важные объекты на территории Дагестана. Однако в следующем 1605 году Эндиреевский правитель из рода кумыкских шамхалов Тарковских Султан-Махмуд вместе с объединёнными силами дагестанских владетелей и при поддержке османской армии и крымских татар вытеснил русские гарнизоны с занимаемых ими объектов, но ожесточённый штурм Тарков не увенчался успехом. Тогда измотанные противоборствующие силы вступили в переговоры, по результатам которых, османский паша и шамхал обязались предоставить свободный выход русской рати из Тарков на родину, однако последний, нарушив договор, с объединёнными силами дагестанцев нагнал уходящую рать, и на первом же привале, окружив, внезапной атакой полностью её истребил.
1616 — эндиреевский правитель Султан-Махмуд отправил грамоту царю Михаилу I с просьбой о принятии в российское подданство.
1621 — в Москву прибыл сын Тарковского шамхала Амир-Мирза с просьбой о военной помощи.
1627 — царь Михаил Фёдорович подписал грамоту владетелю Айдемиру о принятии его в русское подданство.
1631 — кайтагский умций Рустам-хан выразил желание вступить в российское подданство и направил к русскому двору своего посла Джемшида.
В XVII веке в результате феодальной раздроблённости и внутренней смуты Дагестанское Шамхальство начинает распадаться на уделы. Кроме того шамхалы начинают терять контроль над горными общинами и их союзами (так называемыми «вольными обществами»).
В 1668—1669 годах состоялся «персидский поход» донских казаков Степана Разина.
XVIII век проходит в конфликте между царской Россией и Персией.
1717 — начался поход на Хиву, в котором принимали участие гребенские казаки, а командовал отрядом князь, житель терского городка Александр Бекович-Черкаский.
1717 — Пётр I подписал грамоту шамхалу Адиль-Герею Будайчиеву о принятии его со всеми подвластными ему улусами в российское подданство с установлением жалования в 3 тысячи рублей.
В 1721 году Сурхай-хан I, Хаджи-Давуд и уцмий Ахмед-хан вторично берут Шемаху и осаждают Гянджу. В том же году Сурхай-хан I освобождает от кызылбашей город Кабалу. Уцмий Ахмад-хан Кайтагский вместе с Хаджи-Даудом захватывают далёкий Ардебиль в Иране.
1722 — Персидский поход Петра I.
1727 — аварский владетель и кюринские старшины в крепости «Святой крест» приняли присягу на верность России.
1731 — андийцы приняли российское подданство.
1734, 1736, 1741—1745 гг. — походы Надир-шаха на Дагестан и его разгром объединёнными войсками дагестанцев в Андалало-Турчидагском сражении.
1799 — особой грамотой российского императора Павла I его подданным признан Тарковский шамхал Мехти-хан, возведённый в чин генерал-лейтенанта с жалованием 6 тыс. рублей в год.

### XIX век
1801 г. — к российскому императору Александру I с прошением о принятии в подданство обратились кайтагский уцмий Рази-бек, табасаранский владетель Суграб-бек, дербентские ханы Хасан-Али и Шейх-Али.
1802 год — создана Кавказская губерния с центром в станице Георгиевская. Начало 1820-х годов — завершается присоединение дагестанских феодальных владений (Шамхальство Тарковское, Газикумухское ханство, Мехтулинское ханство, Аварское нуцальство, Кайтагское уцмийство, Илисуйский султанат, Табасаранское майсумство) к России.
1806 г. — делегация Дидойского союза 12 сельских обществ-аулов обратилась к военному российскому командованию в г. Телави с просьбой о принятии в российское подданство.
1811 г. — документально оформлено принятие в российское подданство Ахтыпаринского, Докузпаринского, Алтыпаринского вольных обществ.
1813 г. — борьба Персии с Россией завершается по условиям Гюлистанского мира отказом Персии от своих притязаний на Восточный Кавказ и Центральное Закавказье.
1829—1859 гг. — восстание под предводительством трёх имамов — Гази-Мухаммада, Гамзата и Шамиля — перерастает в Кавказскую войну. Государство-имамат на территории Дагестана и Чечни.
1846 г. — российские войска приступили к строительству Военно-Ахтынской дороги из Дагестана в Закавказье.
1857 год — кавказский наместник князь Александр Барятинский выступил с отношением к председателю Кавказского комитета князю Орлову о преобразовании укрепления «Петровское» в крепость третьго класса и портовый город Петровск-Порт.
1860 — образована Дагестанская область Российской империи под «военно-народным управлением». 1860 г. — Дагестанская область разделена на четыре отдела: Северный, Южный, Средний и Верхний Дагестан.
1866 год — в Дагестане были ликвидированы ханства и ханская власть, а область была поделена на девять округов, которые разделены на сорок два наибства.
1867 г. — упразднение Шамхальства Тарковского, на его месте Темир-Хан-Шуринский округ Дагестанской области, титул сохранён как почётный дворянский.
1877 год— всеобщее шариатское восстание в Дагестане как реакция на начало Русско-Турецкой войны (1877—1878 гг.).
1893 г. — завершено строительство железнодорожной ветки Петровск — Владикавказ.

### Революция и Гражданская война
В мае 1917 года после свержения самодержавия Первый Горский Съезд образовал ЦК Союза горцев Северного Кавказа и Дагестана
В ноябре 1917 года после Октябрьской революции в России провозглашена Горская республика, независимость провозглашена в мае 1918 года на Батумской конференции.
Август 1918 — вторжение на территорию Дагестана отрядов Бичерахова, ликвидация советских организаций в регионе. Отряды Бичерахова выбиты в результате турецкой интервенции, восстановлена власть Горской республики.
Мая 1919 — вторжение армии генерала Деникина, капитуляция и ликвидация Горской республики.

Лето 1919 — антиденикинские восстания под руководством шейхов Узун-Хаджи и Али-Хаджи. Узун-Хаджи объявлен эмиром Северо-Кавказского эмирата под протекторатом Османской империи.
Март 1920 — армия Деникина выбиты с Северного Кавказа, смерть Узун-Хаджи, вход Красной армии и установление советской власти.

### Советское время
В составе Российской Федерации (РСФСР) — Дагестанская область с апреля 1918 г. Территория области — 27 тыс. км².
```
28 марта 1920 года, образовано национальное правительство- Областной Революционный комитет- пред. Коркмасов. 11 апреля 1920 г. 
Совет обороны Северного Кавказа и Дагестана
 (председатель 
Али-Хаджи Акушинский
) и пред. Дж. Коркмасов. Совет Обороны был упразднён и образовано переходное правительство — Даг. Ревком (пред. 
Д. Коркмасов
). На этом же заседании помимо областного были образованы окружные ревкомы. Согласно Постановлению Даг. Ревкома от 11 апреля 1920 г., основанном на Приказе Северо-Кавказского Ревкома, подтверждённом Реввоенсоветом Кавфронта, к Дагестану был присоединён 
Хасавюртовский округ
.
```

13 ноября 1920 г. на Вседагестанском съезде была провозглашена автономная республика — Дагестанская АССР. Это волеизъявление дагестанских народов было юридически оформлено 20 января 1921 года декретом ВЦИК. Постановлением ВЦИК от 16 ноября 1922 года ДАССР передавались Кизлярский округ и Прикумский уезд Терской области, а также на основании волеизъявления народов Ногайского и Караногайского районов и Ачикулакского участка они вошли в состав ДАССР.
В декабре 1921 года на Первом Учредительном Вседагестанском съезде (под пред. Коркмасова) был принят предложенный им проект Первой Конституции Республики Дагестан. Съезд образовал Совнарком и ЦИК ДАССР. Председателем Совнаркома и Высшего экономического Совета Республики был избран Дж. Коркмасов. С осени 1921 г., после того как Республика была отнесена в состав Юго-Восточного Края, руководство Даг. Республики, последовательно отстаивавшее её суверенные права, добилось восстановление Конституционного положения и в октябре 1924 г. Республика Дагестан выделилась из Юго-Восточного Края, преобразовавшегося к тому времени в Северо-Кавказский, в особое территориальное образование — ДССР — Республику непосредственно (партийном и советском порядке) связанную с Союзным Центром. Её территория составляла 57 320 км².
В 1920—1922 годы в Дагестане была создана система шариатских судов: в самом низу были «шариатские тройки» из двух членов и председателя (дибир, мулла) в отдельных селениях и городах (мелкие гражданские, наследные, уголовные и поземельные иски), выше находились окружные шарсуды (апелляции на решения «шариатских троек», гражданские и наследные споры, дела о разделе имущества на сумму до одной тысячи рублей, поземельные тяжбы между селениями, убийства и другие тяжкие преступления), кассационой инстанцией для шарсудов всех уровней служил с 1922 года Шариатский подотдел при Наркомюсте ДАССР, а контроль за работой сельских и окружных шарсудов был поручен окружным следственным комиссиям. Параллельно была создана система советских народных судов — гражданские и уголовные иски против немусульман, а также обвинения немусульманами мусульман в совершении уголовных преступлений, а также тяжбы между мусульманами в тех случаях, когда хотя бы одна из сторон отказывалась обращаться в шарсуд, а с 1923 года также дела по убийствам и кровной мести. В 1927 году шариатские суды в Дагестане были окончательно закрыты, а в 1928 году статьи 203—204 Уголовного кодекса РСФСР приравнивали отправление шариатского правосудия к уголовным правонарушениям, за которые полагалось заключение в лагере сроком на один год.
В 1929 году была проведена административная реформа, в результате которой вместо 10 округов было образовано 28 районов.
В 1937 году на основании Конституции СССР была принята новая Конституция Дагестанской АССР. От Республики были выведены 5 районов.
В 1944 году было создано Духовное управление мусульман Северного Кавказа (ДУМСК) во главе с муфтием, резиденцией которого стал город Буйнакск.
В 1957 году Кизлярский и Тарумовский районы из состава Ставропольского края переданы в состав ДАССР.
В 1990 году ввиду распада Духовного управления мусульман Северного Кавказа было образовано Духовное управление мусульман Дагестана (ДУМД).

### В составе Российской Федерации
- 24 мая 1991 — переименование в Дагестанскую ССР[56][57], а 25 декабря 1993 года после вступления в силу Конституции РФ — в Республику Дагестан (Дагестан).

26 июля 1994 — избрание председателя Государственного совета Республики Дагестан (высшее должностное лицо Республики Дагестан) —
Магомедали Магомедович Магомедов.
- 1994 — принятие Конституции Республики Дагестан.
- 1996 — захват заложников боевиками Салмана Радуева в Кизляре. Подрыв террористами жилого дома в Каспийске[58].
- 21 мая 1998 — в Махачкале — братья Хачилаевы со своими сторонниками захватывают здание правительства и Госсовета республики[59].
- 1999 — Ваххабитский мятеж в Западном и Центральном Дагестане и его подавление. Восстание дагестанских сепаратистов в Дагестане и их последующий разгром.
- 2002 — взрыв военного ансамбля на праздновании 9 мая в Каспийске[60]. За период с 2002 года по настоящее время участниками религиозно-экстремистского подполья Дагестана совершены десятки террористических актов
- 27 августа 2003 — убийство Министра по национальной политике, информации и внешним связям Дагестана Магомедсалиха Гусаева[61].
- 2006 — Магомедали Магомедович Магомедов сложил полномочия высшего должностного лица Республики, ввиду ухудшения здоровья. По предложению Магомедова первым президентом Республики Владимир Владимирович Путин назначает Муху Гимбатовича Алиева.
- 2009 — убийство Министра внутренних дел Дагестана Адильгерея Магомедтагирова[62].
- 2010 — 11 февраля — Муху Гимбатович Алиев сложил полномочия Президента Республики Дагестан.

По предложению Муху Гимбатовича Алиева на пост президента Республики Дагестан Д. А. Медведев назначает Магомедова Магомедсалама Магомедалиевича.
- 28 августа 2010 года было подписано Соглашение № 1416-р о делимитации границы между Российской Федерацией и Республикой Азербайджан, а также о рациональном использовании и охране водных ресурсов реки Самур, по которому сток реки Самур был разделён между Россией и Азербайджаном 50 на 50. Ранее Азербайджан забирал 90 % стока Самура[63][64]. Кроме того, два села Магарамкентского района Дагестана Храх-Уба и Урьян-Уба, образовавшиеся на территориях, которые Дагестан получил в Азербайджане во временное пользование земли для остановки перегоняемого на зимние пастбища скота, отошли к Хачмазскому району Азербайджана вместе с лезгинами—гражданами Российской Федерации[65]. В мае 2013 года ещё три больших дагестанских участка пастбищных угодий в Докузпаринском районе были переданы Азербайджану[66].

## Население

### Демография
Численность населения республики по данным Росстата составляет 3 259 890 чел. (2025). Плотность населения — 64,85 чел./км2 (2025). Городское население — 
44,21 % (2022).
По данным правительства республики, за её пределами постоянно проживает ещё более 700 тысяч дагестанцев.
Рождаемость — 19,5 на тысячу населения (3-е место в Российской Федерации, после Ингушетии и Чеченской Республики), рождаемость за 2010 год — 18,8 на 1 тыс. человек. Среднее число детей на одну женщину — 2,13.
Коэффициент смертности на конец 2017 года составил 5,1 промилле. С учётом общей численности населения выходит, что в год в регионе Республика Дагестан умирает около 16 000 человек.
Согласно предварительным официальным данным переписи населения 2010 года население Дагестана по сравнению с 2002 годом выросло на 15,6 % и достигло 2977,4 тыс. чел. Доля городского населения выросла с 42,8 до 45,3 %. Доля мужчин и женщин осталась стабильной (доля мужчин снизилась на 0,1 % и составила 48,1 %).
Дагестан показал самые высокие темпы прироста населения среди регионов России. Благодаря этому Республика за 2002—2010 годы обогнала многие крупные регионы (Красноярский край, Волгоградскую область, Пермский край и т. д.). На 2022 год Дагестан занимает 10-е место в России по численности населения субъектов Российской Федерации.

### Этнический состав
Государственными языками Республики Дагестан являются русский язык и языки народов Дагестана. Лишь 14 из этих языков имеют письменность, а остальные являются бесписьменными. Народы Дагестана в основном говорят на языках нахско-дагестанской (75 %), тюркской (20 %) и индоевропейской (5 %) языковых семей.
| Народы | Численность в 1989 году, тыс. чел. | Численность в 2002 году, тыс. чел. | Численность в 2010 году тыс. чел. | Численность в 2020 году тыс. чел. |
| --- | ---------------------------------- | ---------------------------------- | --------------------------------- | --------------------------------- |
| Аварцы (Андийцы, Арчинцы, Ахвахцы, Багулалы, Бежтинцы, Ботлихцы, Гинухцы, Годоберинцы, Гунзибцы, Дидойцы, Каратинцы, Тиндинцы, Хваршины, Чамалалы) ↗ | 496,1 (27,5 %)                     | 758,4 (29,4 %)                     | 850,0 (29,4 %)                    | 956,8 (30,5 %)                    |
| Даргинцы (Кайтагцы, Кубачинцы) ↗ | 280,4 (15,6 %)                     | 425,5 (16,5 %)                     | 490,4 (17,0 %)                    | 521,4 (16,6 %)                    |
| Кумыки ↗ | 231,8 (12,9 %)                     | 365,8 (14,2 %)                     | 431,7 (14,9 %)                    | 496,5 (15,5 %)                    |
| Лезгины ↗ | 204,4 (11,3 %)                     | 336,7 (13,1 %)                     | 385,2 (13,3 %)                    | 417,0 (13,3 %)                    |
| Лакцы ↗ | 91,7 (5,1 %)                       | 139,7 (5,4 %)                      | 161,3 (5,6 %)                     | 162,5 (5,2 %)                     |
| Табасараны ↗ | 78,2 (4,3 %)                       | 110,2 (4,3 %)                      | 118,9 (4,1 %)                     | 126,3 (4,0 %)                     |
| Азербайджанцы↘ | 75,5 (4,2 %)                       | 111,7 (4,3 %)                      | 130,9 (4,5 %)                     | 116,9 (3,7 %)                     |
| Русские ↘ | 165,9 (9,2 %)                      | 120,9 (4,7 %)                      | 104,02 (3,6 %)                    | 102,2 (3,3 %)                     |
| Чеченцы ↗ | 57,9 (3,2 %)                       | 87,9 (3,4 %)                       | 93,7 (3,2 %)                      | 99,3 (3,2 %)                      |
| Ногайцы ↘ | 28,3 (1,6 %)                       | 38,2 (1,4 %)                       | 40,4 (1,4 %)                      | 36,9 (1,2 %)                      |
| Агулы ↗ | 13,8 (0,8 %)                       | 23,3 (0,9 %)                       | 28,1 (1 %)                        | 29,3 (0,9 %)                      |
| Рутульцы ↘ | 15,0 (0,8 %)                       | 24,3 (0,9 %)                       | 27,8 (1 %)                        | 27,0 (0,9 %)                      |
| Цахуры ↗ | 5,2 (0,3 %)                        | 8,2                                | 9,8                               | 10,3 (0,3 %)                      |
| Армяне ↘ | 6,3 (0,3 %)                        | 5,7                                | 3,3                               |                                   |
| Татары (Астраханские татары, Кряшены, Мишари, Сибирские татары (калмаки)) ↘                                                                          | 5,5 (0,3 %)                        | 4,7                                | 2,5                               |                                   |
| Украинцы ↘ | 8,1 (0,4 %)                        | 2,9                                | 0,6                               |                                   |
| Таты ↘ | 12,9 (0,7 %)                       | 0,9                                | 0,2                               |                                   |

До 40-х годов XX века в Дагестане — на территории Бабаюртовского, Хасавюртовского и Кизлярского районов— проживало около 6 тыс. российских немцев. Наиболее крупными их колониями были Романовка, Эйгенгейм, Вандерлоо № 1, Лениндорф, Ней-Гоффнунг. Всех советских немцев после начала ВОВ выслали в Казахстан и Среднюю Азию. Лишь после войны некоторая часть немецкого населения вернулась в Дагестан.
В число аварцев с 1930-х гг. были включены родственные им андо-цезские народы и арчинцы, что привело к потере «первичной самоидентификации» частью этих народов; часть же всё ещё не относит себя к аварскому этносу. В число даргинцев также были включены родственные им кайтагцы и кубачинцы.

До 20-х годов XX века всё горское население Дагестана, за исключением кумыков, ошибочно называли «лезгинами», кумыков же именовали «дагестанскими» или «кавказскими татарами». Начиная с 1920 года, «общедагестанский этноним» горских народов вернулся «кюринцам» — жителям Южного Дагестана. Объясняется это тем, что «лезгины» (название одного из народов Дагестана, а именно — «кюринского» (то есть лезгинского)) — было постепенно распространено на другие дагестанские народы. Название «кюринцы» было придумано Петром Усларом специально для всех лезгин во второй половине XIX века. Об этом писал А. Н. Максимов:
«В юго-восточном Дагестане и на севере Бакинской губернии живёт сравнительно крупное  племя кюринцы (условное название данное бароном П. Усларом), которые сами себя называют лезгинами и от которых это название было перенесено на всех вообще дагестанских горцев».
 Кроме того, по мнению В. Бартольда, русские изначально «лезгинами» называли только народности южного Дагестана.

### Языковой состав
Исторически лингва франка Дагестана был —  арабский, а до советского времени (как и для Северного Кавказа) являлся —  кумыкский язык. Кумыкский являлся официальным языком Северо-Восточного Кавказа в отношениях с администрацией Российской империи. Роль кумыкского была закреплена в 1923, когда он был объявлен государственным в ДАССР — в связи с тем, что «большая часть населения коренного Дагестана говорит и понимает кумыкский язык». С течением времени произошёл плавный процесс перехода населения на русский язык.
| Указавшие владение языком: | Числен- ность 2010 чел. | %       | Числен- ность 2021 чел. | %       | Измение  | Изменение в % |
| -------------------------- | ----------------------- | ------- | ----------------------- | ------- | -------- | ------------- |
| Русским                    | 2 633 950               | 90,51 % | 2 765 902               | 86,92 % | +131 952 | +5,01 %       |
| Аварским                   | 677 935                 | 23,29 % | 625 555                 | 19,66 % | -52 380  | -7,73 %       |
| Кумыкским                  | 375 581                 | 12,91 % | 349 084                 | 10,97 % | -26 497  | -7,05 %       |
| Даргинским                 | 418 303                 | 14,37 % | 303 021                 | 9,52 %  | -115 282 | -27,56 %      |
| Лезгинским                 | 357 185                 | 12,27 % | 255 783                 | 8,04 %  | -101 402 | -28,39 %      |

- В таблице показаны языки c владеющими более 100 000 человек по переписи 2021

### Религиозный состав
Дагестан имеет самое многочисленное мусульманское население среди всех субъектов Российской Федерации. Около 96 процентов населения республики являются мусульманами (2,9 млн чел.). Первоначально ислам распространился в Дербенте и равнинной части в VII—VIII вв. В горном Дагестане ислам появился в VII веке в рутульском Хине (Хнове). Об этом свидетельствует самый ранний памятник мусульманской культуры на Кавказе — надгробная плита шейха Мухаммада ибн Асада ибн Мугала, погребённого в Хнове в 675 г. Также в лакском Кумухе Кумухская джума-мечеть VIII века. Несмотря на это, ислам стал господствующей религией в горном Дагестане после XIII—XIV вв. Позднее распространение ислама в горном Дагестане можно объяснить продолжавшимися междоусобными войнами в период X—XII вв. на Восточном Кавказе, нашествием монголо-татар в XIII в. и Тамерлана в XIV в. Ислам стал религией всех горцев Дагестана в XVIII веке. В Дагестане ислам представлен двумя направлениями: суннизмом и шиизмом.
Около 5 % населения Дагестана исповедуют христианство и иудаизм. Христианство представлено следующими направлениями: православие (русские — 3,8 %), армянская апостольская церковь (армяне 0,2 %). А иудаизм исповедуют горские евреи, большая часть которых ныне записаны татами (0,1 %).
26 декабря 2012 года решением Священного Синода была образована Махачкалинская епархия, выделенная из состава Владикавказской епархии, с центром в городе Махачкале и с включением в её состав приходов и монастырей в Дагестане, Чечне, Ингушетии.
На 1 января 1996 г. в Дагестане действовало 1670 мечетей, 7 церквей, 1 монастырь, 4 синагоги, 3 общины адвентистов седьмого дня, 4 общины евангельских христиан-баптистов. В Дербенте расположена самая древняя мечеть на территории современной России — Джума мечеть. А в Махачкале расположена одна из крупнейших в Европе Джума мечеть, в которой одновременно могут совершать намаз до 15 тыс. мусульман.
В настоящее время в республике действует несколько православных храмов, в том числе Знаменский собор (Хасавюрте) — крупнейший православный храм Северного Кавказа, памятник архитектуры начала XX века. Свято-Успенский кафедральный собор — главный и единственный православный храм Махачкалы с 50-х годов XX века. Церковь Святого Григориса — армянская часовня, возведённая в память о событиях IV века, в селе Нюгди и армянская церковь в городе Дербенте — Церковь Святого Всеспасителя.

### Религиозные организации
| Все религиозные организации                 | Всего зарегистрировано |
| ------------------------------------------- | ---------------------- |
| Русская Православная Церковь                | 19                     |
| Древлеправославная церковь                  | 1                      |
| Римско-католическая Церковь                 | —                      |
| Армянская апостольская церковь              | 2                      |
| Ислам                                       | 2495                   |
| Иудаизм                                     | 4                      |
| Евангельские христиане-баптисты             | 5                      |
| Евангельские Христиане                      | 6                      |
| Христиане веры евангельской — пятидесятники | 5                      |
| Адвентисты седьмого дня                     | 3                      |
| Свидетели Иеговы                            | 5                      |
| Буддизм                                     | —                      |

### Населённые пункты
| №  | название          | тип   | население (чел.) |
| -- | ----------------- | ----- | ---------------- |
| 1  | Махачкала         | город | ↗625 322[3]      |
| 2  | Хасавюрт          | город | ↗161 114[102]    |
| 3  | Каспийск          | город | ↗133 105[102]    |
| 4  | Дербент           | город | ↗128 141[102]    |
| 5  | Буйнакск          | город | ↗70 190[102]     |
| 6  | Избербаш          | город | ↗59 275[102]     |
| 7  | Кизляр            | город | ↗51 197[102]     |
| 8  | Кизилюрт          | город | ↗39 601[102]     |
| 9  | Дагестанские Огни | город | ↗32 673[102]     |
| 10 | Карабудахкент     | село  | ↗21 776[102]     |
| 11 | Ленинкент         | пгт   | ↗19 795[102]     |
| 12 | Тарки             | пгт   | ↗18 520[102]     |
| 13 | Бабаюрт           | село  | ↗18 353[102]     |
| 14 | Нижнее Казанище   | село  | ↗17 502[102]     |
| 15 | Семендер          | пгт   | ↗16 085[102]     |
| 16 | Каякент           | село  | ↗15 923[103]     |
| 17 | Ахты              | село  | ↗15 285[103]     |
| 18 | Новый Хушет       | село  | ↗14 180[103]     |
| 19 | Касумкент         | село  | ↘12 502[103]     |
| 20 | Ботлих            | село  | ↘11 944[103]     |
| 21 | Белиджи           | пгт   | ↗11 843[102]     |
| 22 | Аксай             | село  | ↗11 826[102]     |
| 23 | Леваши            | село  | ↗11 576[102]     |
| 24 | Шамхал            | пгт   | ↗11 284[102]     |
| 25 | Ленинаул          | село  | ↗10 993[102]     |
| 26 | Мамедкала         | пгт   | ↘10 962[102]     |
| 27 | Южно-Сухокумск    | город | ↗10 700[102]     |
| 28 | Альбурикент       | пгт   | ↗10 650[102]     |
| 29 | Чиркей            | село  | ↗10 477[102]     |
| 30 | Султан-Янги-Юрт   | село  | ↗10 445[102]     |
| 31 | Губден            | село  | ↗10 135[103]     |
| 32 | Дылым             | село  | ↗10 116[102]     |
| 33 | Шамхал-Термен     | село  | ↘8719[103]       |
| 34 | Новый Кяхулай     | пгт   | ↗8192[102]       |

## Здравоохранение
В Дагестане, по данным на 2018 год, было зарегистрировано:
- 210 больных с диагнозом ВИЧ-инфекции;
- 4552 больных с диагнозом злокачественного новообразования, то есть страдающих различными раковыми заболеваниями;
- 845 пациентов с заболеванием туберкулёза;
- 461 больных, лечащихся от наркомании;
- 870 человек с заболеванием алкоголизма;
- 106 больных с диагнозом сифилиса[68].

## Административно-территориальное деление
В состав Дагестана входят 42 района и 10 городских округов:
Распределение населения
 г. Махачкала (23,43 %) Хасавюрт (4,94 %) Хасавюртовский район (5,47 %) Дербентский район (3,11 %) Карабудахкентский район (3,22 %) Левашинский район (2,55 %) Каспийск (4,08 %) Дербент (3,93 %) Буйнакский район (2,67 %) Кизлярский район (2,47 %) Кизилюртовский район (2,38 %) Буйнакск (2,15 %) Ботлихский район (1,92 %) Каякентский район (1,87 %) Избербаш (1,82 %) остальные (33,99 %)
| №  | Муниципальный район      | Население | Плотность, чел./км² | Округ       | Административный центр |
| -- | ------------------------ | --------- | ------------------- | ----------- | ---------------------- |
| 1  | Агульский район          | ↘10 370   | 14                  | Южный       | с. Тпиг                |
| 2  | Акушинский район         | ↗55 249   | 84                  | Горный      | с. Акуша               |
| 3  | Ахвахский район          | ↗25 204   | 73                  | Горный      | с. Карата              |
| 4  | Ахтынский район          | ↘31 765   | 29                  | Южный       | с. Ахты                |
| 5  | Бабаюртовский район      | ↗54 274   | 14                  | Северный    | с. Бабаюрт             |
| 6  | Бежтинский участок       | ↗8728     | 17                  | Горный      | с. Бежта               |
| 7  | Ботлихский район         | ↗62 503   | 77,2                | Горный      | с. Ботлих              |
| 8  | Буйнакский район         | ↗87 002   | 40                  | Центральный | г. Буйнакск            |
| 9  | Гергебильский район      | ↗20 572   | 52                  | Горный      | с. Гергебиль           |
| 10 | Гумбетовский район       | ↗21 607   | 25                  | Горный      | с. Мехельта            |
| 11 | Гунибский район          | ↗30 368   | 42                  | Горный      | с. Гуниб               |
| 12 | Дахадаевский район       | ↗36 449   | 25                  | Южный       | с. Уркарах             |
| 13 | Дербентский район        | ↗101 229  | 113,4               | Южный       | г. Дербент             |
| 14 | Докузпаринский район     | ↗15 280   | 33                  | Южный       | с. Усухчай             |
| 15 | Казбековский район       | ↗51 954   | 75                  | Северный    | с. Дылым               |
| 16 | Кайтагский район         | ↗33 836   | 51                  | Южный       | с. Маджалис            |
| 17 | Карабудахкентский район  | ↗104 951  | 50                  | Центральный | с. Карабудахкент       |
| 18 | Каякентский район        | ↗60 945   | 87                  | Центральный | с. Новокаякент         |
| 19 | Кизилюртовский район     | ↗77 655   | 150                 | Центральный | г. Кизилюрт            |
| 20 | Кизлярский район         | ↗80 389   | 21                  | Северный    | г. Кизляр              |
| 21 | Кулинский район          | ↗10 519   | 16                  | Горный      | с. Вачи                |
| 22 | Кумторкалинский район    | ↗30 008   | 18                  | Центральный | с. Коркмаскала         |
| 23 | Курахский район          | ↘14 801   | 20                  | Южный       | с. Курах               |
| 24 | Лакский район            | ↘12 132   | 17                  | Горный      | с. Кумух               |
| 25 | Левашинский район        | ↗83 226   | 82                  | Горный      | с. Леваши              |
| 26 | Магарамкентский район    | ↘55 337   | 93                  | Южный       | с. Магарамкент         |
| 27 | Новолакский район        | ↗35 125   | 126                 | Северный    | с. Новолакское         |
| 28 | Ногайский район          | ↗17 438   | 3                   | Северный    | с. Терекли-Мектеб      |
| 29 | Рутульский район         | ↘20 305   | 11                  | Южный       | с. Рутул               |
| 30 | Сергокалинский район     | ↗26 838   | 54                  | Центральный | с. Сергокала           |
| 31 | Сулейман-Стальский район | ↗57 356   | 83                  | Южный       | с. Касумкент           |
| 32 | Табасаранский район      | ↗52 830   | 68                  | Южный       | с. Хучни               |
| 33 | Тарумовский район        | ↗35 942   | 11                  | Северный    | с. Тарумовка           |
| 34 | Тляратинский район       | ↗24 317   | 15                  | Горный      | с. Тлярата             |
| 35 | Унцукульский район       | ↗32 414   | 51                  | Горный      | пгт Шамилькала         |
| 36 | Хасавюртовский район     | ↗178 158  | 100                 | Северный    | г. Хасавюрт            |
| 37 | Хивский район            | ↘20 490   | 32                  | Южный       | с. Хив                 |
| 38 | Хунзахский район         | ↗31 739   | 56                  | Горный      | с. Хунзах              |
| 39 | Цумадинский район        | ↗27 826   | 21                  | Горный      | с. Агвали              |
| 40 | Цунтинский район         | ↗21 731   | 14                  | Горный      | с. Цунта               |
| 41 | Чародинский район        | ↗14 563   | 11                  | Горный      | с. Цуриб               |
| 42 | Шамильский район         | ↗31 482   | 29                  | Горный      | с. Хебда               |

Общая площадь земель городских округов в гектарах (значение показателей за год)
| Городские округа Республики Дагестан | 2006   | 2007   | 2008   | Округа      |
| ------------------------------------ | ------ | ------ | ------ | ----------- |
| Город Махачкала                      | 49 801 | 49 801 | 46 813 | Центральный |
| Город Буйнакск                       | 2095   | 2095   | 2095   | Центральный |
| Город Дагестанские Огни              | 927    | 927    | 927    | Южный       |
| Город Дербент                        | 7100   | 7100   | 6963   | Южный       |
| Город Избербаш                       | 2292   | 2292   | 2255   | Центральный |
| Город Каспийск                       | 3294   | 3294   | 3294   | Центральный |
| Город Кизилюрт                       | 2370   | 2370   | 2370   | Центральный |
| Город Кизляр                         | 3231   | 3231   | 3231   | Северный    |
| Город Хасавюрт                       | 3848   | 3848   | 3848   | Северный    |
| Город Южно-Сухокумск                 | 9170   | 9170   | 9170   | Северный    |

## Экономика
По официальным данным в 2018 году ВРП республики составил 625,063 млрд рублей . Виды экономической деятельности в структуре ВРП:
| Отрасль                                                                    | Структура ВРП (млн руб) в 2018 году | Индекс физического объёма в % к 2017 году | Структура ВРП 2018 года в % |
| -------------------------------------------------------------------------- | ----------------------------------- | ----------------------------------------- | --------------------------- |
| Сельское хозяйство                                                         | 1100043,8                           | 101,3                                     | 17,2                        |
| Торговля оптовая и розничная; ремонт автотранспортных средств и мотоциклов | 144629,3                            | 90                                        | 27,0                        |
| Строительство                                                              | 102224,9                            | 106                                       | 15,1                        |
| Транспортировка и хранение                                                 | 36790,9                             | 105,6                                     | 6,4                         |
| Деятельность гостиниц и предприятий общественного питания                  | 31684,1                             | 89,3                                      | 4,9                         |
| Деятельность в области информации и связи                                  | 13638,8                             | 196,5                                     | 1,0                         |
| Деятельность в области здравоохранения и социальных услуг                  | 34719,3                             | 101,4                                     | 4,0                         |

На территории республики были созданы территории опережающего социально-экономического развития: ТОСЭР «Каспийск» и ТОСЭР «Дагестанские огни», действует 25 системообразующих организаций (ОАО «Дербентский завод игристых вин», ОАО «Кизлярагрокомплекс», ОАО «Денеб», ОАО "Завод «Дагдизель», ОАО «Концерн КЭМЗ», ОАО «Авиаагрегат»).
Республиканский бюджет (2020 год):
- расходы — 174 959,1 млн рублей
- доходы (прогноз) — 168 811,9 млн рублей, в том числе:
- поступления от налогов и сборов — 32 131,2 млн рублей
- трансферт и финансовая помощь из федерального бюджета — 136 680,7[114] млн рублей

### Сельское хозяйство
На 1 января 2020 года сельское население составляет 1701 тыс. человек, около 55 % населения Дагестана.
Одна из самых серьёзных проблем Дагестана — стремительное опустынивание Чёрных земель и Кизлярских пастбищ. Общая площадь земель, подверженных опустыниванию, сегодня составляет 1,5 миллиона гектаров (15.000 км²).
Растениеводство
В 2022 году валовой сбор плодов составил 208,5 тыс. тонн (в 2021 году 200,3 тыс. т). В частности, урожай яблок составил 81,8 тыс. т, абрикосов — 41,4 тыс. т, сливы — 25,9 тыс. т, персиков — 22,9 тыс. т, груш — 17,6 тыс. т, черешни — 11,1 тыс. т, орехоплодных культур (фундук, грецкий орех) — 5,0 тыс. т, субтропических плодов (хурма, гранат, инжир) — 2,9 тыс. т.
Площадь плодовых садов в республике ежегодно увеличивается, сейчас она составляет 30 тыс. га (из них на 23,5 тыс. га сады в стадии плодоношения). С начала года к 25 ноября в регионе было заложено около 1 000 га новых садов, в том числе 350 га — интенсивного типа. До конца года планируется заложить ещё 450 тыс. га, включая 50 га садов интенсивного типа. Площадь плодовых садов на начало 2021 года составляла 28,9 тыс. га, из них 21,4 тысяч га в плодоносящем возрасте. Насчитывается 3,7 тысяч га интенсивных садов, в том числе 942 гектара плодоносящих.
По площади, занимаемой рисом, Дагестан занимает второе место в России после Краснодарского края. В 2022 году рисом засеяно 32 тыс. га, собран урожай риса 138 тысяч тонн.
Ежегодно в Дагестане собирают около 1,5 миллиона тонн овощей открытого грунта - более 10 % овощей открытого грунта России. Половина от общего объёма приходится на капусту белокочанную, также возделывают в значительных масштабах лук, чеснок, морковь, свёклу столовую, томаты и огурцы.
Восстанавливается виноградарство, урожай 2022 года достиг 268 тысяч тонн.
Животноводство
На 1 января 2022 года в Дагестане насчитывалось 940,1 тыс. голов крупного рогатого скота, из них 461,0 тыс. голов — коровы. В хозяйствах населения содержалось соответственно 742,0 и 351,0 тыс. голов этих животных. За 2021 год в хозяйствах региона было произведено 935,4 тыс. т молока (+0,4 %), из них в хозяйствах населения 620,2 тыс. т молока (+0,8 %).

### Электроэнергетика
Потенциал горных рек, оценивается около 55 млрд кВт·ч в год. По данным представителей торгового представительства Республики Дагестан в Центральном федеральном округе на 2010 год выработка электроэнергии равняется около 5,1 млрд кВт·ч особенно ценной пиковой электроэнергии в год:
- Чиркейская ГЭС мощностью 1000 МВт
- Ирганайская ГЭС — 400 МВт
- Миатлинская ГЭС — 220 МВт
- Чирюртские ГЭС суммарной мощностью 125 МВт
- Гергебильская ГЭС — 17,8 МВт
- Гунибская ГЭС — 15 МВт
- а также несколько малых ГЭС

Ранее, находящаяся в строительстве Гоцатлинская ГЭС (100 МВт, 310 млн кВт·ч), была введена в эксплуатацию ПАО «РусГидро» 30 сентября 2015 года.
22 декабря 2013 года, в Каспийске ввели в эксплуатацию первую очередь самой крупной солнечной электростанции в России.

### Машиностроение
На сегодняшний день в республике расположено более 200 организаций с количеством работников до ста тысяч человек, а также несколько тысяч субъектов малого и среднего предпринимательства. В этом секторе лидируют машиностроение и пищевая промышленности, совокупный объём производимой продукции составляет около 60 %. Основные фонды машиностроительной отрасли занимают первое место в промышленности (34 %), при этом имеет место и высокий уровень износа (42 %). Основная доля приходится на предприятия оборонного комплекса.
В настоящее время на стадии реализации находится около 29 инвестиционных проектов. Крупными инвестиционными проектами в промышленности, в том числе в машиностроении, являются: ОАО "Концерн «КЭМЗ» — "Разработка и организация серийного производства многоцелевого четырёхместного двухмоторного самолёта «МАИ-411»; АО Завод «Дагдизель» — «Технологическая модернизация предприятия в целях разработки и освоения производства импортонезависимого инновационного изделия»; АО «Завод им. Гаджиева» — «Техническое перевооружение и расширение заготовительного производств»;

### Промышленность строительных материалов
Объёмы производства традиционных строительных материалов республики (бетон, инертные материалы и т. д.) покрывают часть объёма внутреннего спроса республики.
Ряд предприятий, занятые в промышленности строительных материалов республики:
— ЖБИ изделия: ОАО ЗЖБИ «Стройдеталь», ООО «Конгламерат», ОАО «Дагстройиндустрия», ООО «Хасавюртовский завод железобетонных изделий и мостовых конструкций»
— кирпич: ООО «Пионер», ООО «Хесс-Каспийск», ООО «Хасавюртовский кирпичный завод», ООО «Керамикстройкомплект»
— керамогранит: АО «Керамогранит Дагестан»;
— оборудование для детских площадок, воркаут-площадки: ООО «Спорт-комплект» («Primus»), ООО ССК «Сфера»;
— лифты и металлоконструкции: АО «Кизлярский электроаппаратный завод», ООО «Махачкалинский машиностроительный завод»);
— нерудные материалы: ООО «Сулак-связь», ОАО «Дагнеруд», ООО "Талгиспецстрой и др.;
— краска: ЗАО ПП «Лакокраска»;
— САРМ: ОАО "Концерн «КЭМЗ»;
— стекло: АО «Каспийский завод листового стекла»;
— электрощитовое оборудование: ООО «Дагестанская энергетическая компания»;
— добыча и обработка мрамора: АО «Бирюза»;
— гипс строительный: ООО «Матис».
Производство прочей неметаллической минеральной продукции в натуральном выражении по Республике Дагестан (январь-декабрь 2019 год)
| Показатели                                                                       | Значение | ед. изм.                |
| -------------------------------------------------------------------------------- | -------- | ----------------------- |
| Стекло листовое литое и прокатное, неармированное, кроме оптического             | 18746    | тыс. м²                 |
| Мрамор и прочий камень известняковый для памятников и строительства              | 59,8     | тыс. тонн               |
| Пески природные                                                                  | 834      | куб. м                  |
| Гранулы каменные, крошка и порошок; галька, гравий, щебень или камень дробленный | 5275,6   | тыс. м³                 |
| Плитки керамические для полов                                                    | 57,6     | тыс. м²                 |
| Плитки керамические фасадные и ковры из них                                      | 68       | тыс. м²                 |
| Кирпич керамический неогнеупорный                                                | 91,9     | млн. штук усл. кирпичей |
| Портланд цемент                                                                  | 97,0     | тыс. тонн               |
| Известь негашенная                                                               | 22,5     | тыс. тонн               |
| Кирпич строительный                                                              | 93,1     | млн. штук усл. кирпичей |
| Блоки и прочие изделия сборные строительные из цемента, бетона                   | 324,5    | тыс м³                  |
| Конструкции фундаментов сборные железобетонные                                   | 81,7     | тыс. м³                 |
| Плиты, панели и настилы перекрытий и покрытий железобетонные                     | 132,2    | тыс. м³                 |
| Бетон, готовый для заливки (товарный бетон)                                      | 102,3    | тыс. м³                 |
| Смеси асфальтобетонные дорожные, аэродромные и асфальтобетон горячие             | 288932,6 | тонн                    |

### Внешнеэкономические связи
По данным СКТУ ФТС России в 2020 году внешнеторговый оборот Республики Дагестан составил 164,36 млн долл. США, что ниже объёмов аналогичного периода 2019 года на 4 % (171,4 млн долл. США), в том числе экспорт — 56,28 млн долл. США (2019 год — 62,93 млн долл.), импорт — 108,06 млн долл. США (2019 год — 108,47 млн долл.).
Основными странами-партнёрами по товарообороту в 2020 году являлись Азербайджан (25,9 млн долл.), Иран (17,2 млн долл.), Беларусь (15,2 млн долл.), Китай (14,7 млн долл.), Турция (14 млн долл.), Чешская Республика (12 млн долл.), Казахстан (8,5 млн долл.), Украина (8,3 млн долл.), Словакия (7,7 млн долл.), Грузия (5,4 млн долл.), Италия (6,4 млн долл.) и Армения (4,1 млн долл.).
Товарная структура экспорта и импорта Республики Дагестан в 2020 году
| Коды ТНВЭД ЕАЭС | Наименование товара                                                        | ЭКСПОРТ млн долл. США | ИМПОРТ млн долл. США |
| --------------- | -------------------------------------------------------------------------- | --------------------- | -------------------- |
|                 | ВСЕГО                                                                      | 56,28                 | 108,06               |
|                 | в том числе:                                                               |                       |                      |
| 01-24           | Продовольственные товары и сельскохозяйственное сырье (кроме текстильного) | 30,76                 | 41,46                |
| 25-27           | Минеральные продукты                                                       | 3,26                  | 7,7                  |
| 27              | Топливно-энергетические товары                                             | 2,919                 | 0,32                 |
| 28-40           | Продукция химической промышленности, каучук                                | 1,58                  | 2,9                  |
| 41-43           | Кожевенное сырье, пушнина и изделия из них                                 | 0,14                  | 3,47                 |
| 44-49           | Древесина и целлюлозно-бумажные изделия                                    | 1,79                  | 18,88                |
| 50-67           | Текстиль, текстильные изделия и обувь                                      | 0,75                  | 9,19                 |
| 68-71, 91-97    | Другие товары                                                              | 12,97                 | 16,73                |
| 72-83           | Металлы и изделия из них                                                   | 0,79                  | 7,7                  |
| 84-90           | Машины, оборудование и транспортные средства                               | 4,25                  | Пр                   |

## Государственное устройство
Председатель Государственного совета Республики Дагестан
- Магомедали Магомедов (13 мая 1991 — 20 февраля 2006).

До 2003 главой республики являлся Председатель Государственного совета Республики Дагестан.
Глава республики
Руководителем региона является Глава Дагестана (ранее — президент), назначаемый Президентом Российской Федерации.
Список руководителей Дагестана:
- Муху Алиев (20 февраля 2006 — 20 февраля 2010)
- Магомедсалам Магомедов (20 февраля 2010 — 28 января 2013)
- Рамазан Абдулатипов (врио 28 января — 8 сентября 2013; 8 сентября 2013 — 3 октября 2017)
- Владимир Васильев (врио 3 октября 2017 — 9 сентября 2018; 9 сентября 2018 — 5 октября 2020)
- Сергей Меликов (врио 5 октября 2020 — 14 октября 2021; 14 октября 2021 — н. в.)

20 февраля 2006 по представлению Президента Российской Федерации Владимира Путина первым президентом Республики Дагестан был избран Муху Алиев, с 1991 возглавлявший республиканский парламент. Далее его сменил Магомедсалам Магомедов, чью кандидатуру единогласно утвердил парламент. Одновременно с избранием Муху Алиева на пост президента республики был распущен Госсовет. В 2007 председателем Народного собрания Республики Дагестан стал Сулейманов Магомед Валибагандович, срок полномочий которого истёк в марте 2011.
8 февраля 2010 года — Президент РФ Дмитрий Медведев внёс на рассмотрение Народного Собрания Дагестана кандидатуру Магомедсалама Магомедова для наделения его полномочиями Президента республики.
28 января 2013 года — Президент России Владимир Путин принял отставку Магомедова и назначил временно исполняющим обязанности руководителя Дагестана Рамазана Гаджимурадовича Абдулатипова.
3 октября 2017 года — Президент РФ Владимир Путин принял отставку Абдулатипова и назначил временно исполняющим обязанности Главы Республики Дагестан Владимира Абдуалиевича Васильева.
Полномочное Представительство Республики Дагестан при Президенте РФ
Полномочное Представительство Республики Дагестан при Президенте Российской Федерации — государственный орган Дагестана, который входит в систему исполнительной власти Республики и осуществляет свою деятельность под руководством Правительства Республики Дагестан.
Представители Республики Дагестан в Госдуме РФ
Республику Дагестан в Госдуме ФС РФ представляют депутаты: Абасов М. М., Аскендеров З. А., Балашов Б. К., Гаджиев М. Т., Гаджиев М. С., Гасанов М. Н., Курбанов Р. Д., Решульский С. Н., Сафаралиев Г. К., Умаханов У. М.
Представители Республики Дагестан в Совете Федерации РФ
Республику Дагестан в Совет Федерации РФ представляют: Сулейман Керимов и Ильяс Умаханов.
Законодательная власть
Парламент Дагестана — Народное Собрание — законодательный орган (парламент) Дагестана, состоящий из 90 депутатов, избираемых на 5-летний срок.
Председателем Народного Собрания Республики Дагестан является Заур Аскендеров.
К полномочиям Народного Собрания Республики Дагестан относится:
1. принятие законов Республики Дагестан;
2. внесение поправок в Конституцию Республики Дагестан, за исключением главы первой настоящей Конституции;
3. установление порядка проведения выборов в органы местного самоуправления и определение в пределах своих полномочий порядка деятельности органов местного самоуправления;
4. установление административно-территориального устройства Республики Дагестан и порядка его изменения;
5. утверждение республиканского бюджета и отчёта о его исполнении;
6. утверждение программ социально-экономического развития Республики Дагестан;
7. вынесение согласия Главе Республики Дагестан на назначение Председателя Правительства Республики Дагестан;
8. назначение Председателя, заместителя Председателя и судей Конституционного Суда Республики Дагестан;
9. согласование кандидатур для назначения на должности председателей, заместителей председателей и судей Верховного Суда Республики Дагестан, Арбитражного Суда Республики Дагестан, районных судов;
10. утверждение заключения и расторжения договоров Республики Дагестан, а также соглашения об изменении границы Республики Дагестан;
11. назначение даты выборов депутатов Народного Собрания Республики Дагестан;
12. назначение половины членов Избирательной комиссии Республики Дагестан;
13. назначение референдума Республики Дагестан в случаях и порядке, предусмотренных республиканским конституционным законом;
14. установление налогов и сборов, отнесённых федеральным законом к компетенции субъектов Российской Федерации, а также порядка их взимания;
15. установление порядка образования и деятельности внебюджетных и валютных фондов Республики Дагестан, утверждение отчётов о расходовании средств этих фондов;
16. установление порядка управления и распоряжения собственностью Республики Дагестан;
17. осуществление иных полномочий, предусмотренных федеральными законами, Конституцией и законами Республики Дагестан.

Исполнительная власть
Высшим органом исполнительной власти до февраля 2006 являлся Государственный Совет, состоявший из представителей 14 народов Дагестана. Состав правительства утверждался Государственным советом, председатель правительства — Народным собранием Дагестана.
По негласному принципу национального паритета, высшие посты в Дагестане (председатель Госсовета, председатель парламента, председатель правительства) должны занимать представители различных национальностей.
Правительство Республики Дагестан:
1. осуществляет в пределах своих полномочий руководство органами исполнительной власти Республики Дагестан;
2. разрабатывает и реализует программы социально-экономического и национально-культурного развития Республики Дагестан;
3. разрабатывает и исполняет республиканский бюджет;
4. осуществляет меры по обеспечению комплексного социально-экономического развития Республики Дагестан, проведению единой государственной политики в области финансов, науки, образования, здравоохранения, социального обеспечения и охраны окружающей среды;
5. принимает в соответствии с законодательством меры по реализации, обеспечению и защите прав и свобод человека и гражданина, охране общественного порядка и борьбе с преступностью;
6. управляет и распоряжается собственностью Республики Дагестан, а также федеральной собственностью, переданной в управление Республики Дагестан;
7. заключает с федеральными органами исполнительной власти договоры о разграничении предметов ведения и полномочий, а также соглашения о взаимной передаче осуществления части своих полномочий;
8. осуществляет иные полномочия, предусмотренные Конституцией и законами Республики Дагестан, соглашениями с федеральными органами исполнительной власти, предусмотренными статьёй 78 Конституции Российской Федерации.

Конституция
Конституция — основной закон Дагестана. Принята в 2003 году.
Конституционный Суд Республики Дагестан
Конституционный Суд Республики Дагестан — судебный орган конституционного контроля, самостоятельно и независимо осуществляющий судебную власть посредством конституционного судопроизводства.
Судебная власть и прокуратура
В Республике Дагестан действуют Конституционный Суд Республики Дагестан, Верховный Суд Республики Дагестан, Арбитражный Суд Республики Дагестан, районные суды и мировые судьи.

## Права человека
По информации некоторых источников на 2014 год на около 500 производствах кирпича использовался труд рабов. В связи с этим в республике открыто два уголовных дела по фактам незаконного удержания работников. За 2018—2019 годы в связи с нарушениями были закрыты 44 кирпичных завода из действовавших к тому моменту шестидесяти. На сегодняшний день в целом по республике осуществляют деятельность около 20 предприятий по изготовлению кирпича, при этом всеми предприятиями соблюдаются нормы, в том числе трудового законодательства РФ.
По данным на февраль 2018 года в Республике Дагестан зафиксирован ряд жалоб на нарушения прав. В республике зафиксировано 1257 обращений. Основная масса жалоб связана с работой ЖКХ, на работу полиции и судов.

## Символы республики
Нынешние символы Дагестана — флаг и герб — появились через два года после образования республики — в 1994 году. До этого использовалась символика Дагестанской АССР.

### Флаг Республики
В 1994 году, согласно постановлению Верховного Совета республики, был учреждён флаг Дагестана. Утверждён он был 26 февраля 1994 года. В 2003 году флаг был незначительно изменён в новой пропорции. Согласно Закону о Государственном флаге Республики Дагестан:

Статья 1. Государственный флаг Республики Дагестан является официальным государственным символом Республики Дагестан.
Государственный флаг Республики Дагестан представляет собой прямоугольное полотнище из трёх равновеликих горизонтальных полос: верхней — зелёного, средней — синего и нижней — красного цвета. Отношение ширины флага к его длине 2:3.
Многоцветный рисунок Государственного флага Республики Дагестан помещён в приложении к настоящему Закону.

### Государственный герб
Принят парламентом республики 20 октября 1994 года. Согласно Закону о Государственном гербе Республики Дагестан:

«Статья 1. Государственный герб Республики Дагестан является официальным государственным символом Республики Дагестан.
Государственный герб Республики Дагестан представляет собой круглый геральдический щит белого цвета, в центральной части которого изображён золотой орел. Над ним помещено изображение золотого солнца в виде диска, окаймлённого спиральным орнаментом. У основания щита расположены бело-золотого цвета снежные вершины гор, равнина, море и в картуше — рукопожатие, по обеим сторонам которых проходит зелёная геральдическая лента с надписью белыми буквами: „Республика Дагестан“. В верхней половине щит обрамлен золотой полосой, в нижней — двумя орнаментальными кантами: слева — синим, справа — красным.
Рисунки Государственного герба Республики Дагестан в многоцветном и одноцветном вариантах помещены в приложениях N 1 и N 2 к настоящему Закону.».

### Государственный гимн
Гимн Дагестана утверждён на основании Закона № 28 Республики Дагестан «О Государственном гимне Республики Дагестан» 25 февраля 2016 года, и представляет собой музыкальное произведение известного дагестанского композитора Мурада Кажлаева.
Текст гимна основан на стихотворении «Клятва» Расула Гамзатова, в переводе Николая Доризо.

## Транспорт
Республика Дагестан занимает выгодное геополитическое положение, располагает прямым выходом к международным морским путям, имеет важное транзитное значение для экономических связей России с Закавказьем, Средней Азией, Казахстаном, Турцией и Ираном.
Через территорию Республики Дагестан проходят железнодорожные, автомобильные, воздушные, морские и трубопроводные маршруты федерального и международного значения. В связи с этим важной составляющей производственной инфраструктуры является транспортный комплекс.
Территориальные автомобильные дороги общего пользования Республики Дагестан являются важнейшей составной частью инфраструктуры, способствующей экономическому росту, решению социальных задач и обеспечению национальной безопасности РФ на южных рубежах.
В настоящее время протяжённость территориальных автомобильных дорог общего пользования Республики Дагестан составляет 8159 км, в том числе федерального значения — 643 км.

### Автомобильные маршруты
В последние годы в обход трудно проезжаемых перевальных участков ряда важнейших республиканских дорог построены обходные дороги, в корне изменившие схему автотранспортного обеспечения районов Нагорного Дагестана (Урма — Губден, Чалда — Карадах и Гимры-Чирката).
2 октября 2012 года после реконструкции торжественным открытием был введён в эксплуатацию Гимринский тоннель — самый длинный автодорожный тоннель в России. Он соединяет город Буйнакск с селом Гимры Унцукульского района. Тоннель протяжённостью 4303 метра обеспечивает наиболее короткую и не зависящую от погодных условий транспортную связь девяти районов горного Дагестана (с общим населением в районе 375 тысяч человек) с остальной частью республики. Пропускная способность тоннеля составляет 4 тысячи автомобилей в час. Он запроектирован для пропуска 2-полосного движения автотранспорта в обоих направлениях по параметрам автомобильных дорог IV технической категории. Ширина проезжей части — 7 метров, высота габарита — 5 метров.
Тоннель освещён, оборудован системой автоматической пожарной сигнализации, системой охранной сигнализации, громкоговорящего оповещения, телефонной связью, телевизионным наблюдением, эксплуатационной вентиляцией, центральным диспетчерским управлением.

Через Дагестан проходят федеральная автомобильная дорога Р217 Кавказ, автомобильные магистрали Ростов-на-Дону — Баку, E 119 Р216 Астрахань — Кизляр — Махачкала, E 50 Брест — Махачкала и др. Пассажиропотоки на юге проходят через Дербент, в горы — через Буйнакск, на север — через Кизляр, в центральные равнинные районы — через Хасавюрт, в центральные предгорные районы — от Избербаша. Центральным транзитным пунктом является город Махачкала, расположенный на стыке всех дорог.
- Автомагистраль Аэропорт — Махачкала
- Автомагистраль Каспийск — Махачкала
- Дорога Шамилькала — Гергебиль
- Горная дорога
- Автомагистраль Буйнакск — Махачкала
- Дорога Буйнакск — Гимры

### Железнодорожные маршруты
По территории республики проходят важнейшие железнодорожные маршруты федерального значения, которые связывают Россию с южными странами ближнего и дальнего зарубежья: «Махачкала — Москва», «Махачкала — Астрахань», «Махачкала — Санкт-Петербург», «Баку — Харьков», «Баку — Москва», «Санкт-Петербург — Баку», «Кизляр — Астрахань». Осуществляется пригородные сообщения «Махачкала — Дербент», «Дербент — Госграница».

### Морская транспортная связь
Махачкалинский морской торговый порт — основной незамерзающий российский порт на Каспии, обеспечивает морскую транспортную связь с Прикаспийскими государствами и осуществляет переработку транзитных грузов из государств Западной Европы, Скандинавии, Средней Азии, Индии, стран востока.
Порт был основан 17 ноября 1870 года на западном берегу Каспийского моря.
Махачкалинский порт находится на торговом пути Европа-Кавказ-Азия (TRACECA). Способен принимать суда в течение всего года. Имеется сухогрузная гавань, включающая в себя железнодорожный паромный и автопаромный терминал.

### Воздушные маршруты
До декабря 2011 года воздушные перелёты в Махачкалинский международный аэропорт «Уйташ» осуществляла авиакомпания «Авиалинии Дагестана». После остановки операционной деятельности авиакомпании «Авиалинии Дагестана» их рейсы «подхватили» несколько российских и иностранных авиакомпаний.
Махачкала связана с такими городами, как Санкт-Петербург, Москва, Сургут, Сочи, Минеральные Воды, Ростов-на-Дону, Самара, Брянск, Уфа, Новый Уренгой, Стамбул, Новосибирск, Симферополь, Краснодар, Казань, Калининград, Челябинск, Саратов, Пермь, Волгоград, Баку, Актау, Дубай, Екатеринбург, Стамбул и Шарджа. Прямые рейсы в эти города из Махачкалы осуществляют разные авиакомпании из Международного аэропорта Махачкала, который является единственными воздушными воротами Дагестана и имеющий федеральное значение.
Аэропорт расположен в 4,5 км от города Каспийска и в 16,2 км от ближайшего микрорайона Махачкалы.

## Социальная сфера

### Образование
- Здание ДГМУ
- Здание ДГТУ
- Здание ДГПУ
- Здание ДГУ

1. Дагестанский государственный университет.
2. Дагестанский государственный медицинский университет
3. Дагестанский государственный педагогический университет
4. Дагестанский государственный технический университет
5. Дагестанский государственный университет народного хозяйства
6. Дагестанский государственный аграрный университет

### Культура
Благодаря этническому разнообразию Дагестан обладает уникальными культурными богатствами.
Национальный фактор играет значительную роль в наличии национальных театров. За последние несколько лет в Республике Дагестан состоялось открытие новых зданий Кумыкского и Даргинского театров, кроме того, в Дагестане находится одно из крупнейших на Северном Кавказе книгохранилищ — Национальная библиотека Республики Дагестан, объём фонда которой составляет свыше 700 тысяч документов.
Литература народов Дагестана развивается на аварском, даргинском, кумыкском, лезгинском, лакском, ногайском, табасаранском, татском и русском языках.

### Кухня
Кухня Дагестана представлена многими кавказскими кухнями — грузинской, азербайджанской, абхазской, кумыкской, аварской, лезгинской, даргинской, рутульской, чеченской и другими.

### Музеи
- Куппнский музей палеонтологии, археологии и краеведения.
- Ахтынский музей культуры и искусства
- Дагестанский музей изобразительных искусств имени П. С. Гамзатовой
- Музей Гасана эфенди Алкадари
- Национальный музей Республики Дагестан им. А. Тахо-Годи
- Музей истории города Махачкалы
- Дербентский государственный историко-архитектурный и художественный музей-заповедник
- Буйнакский историко-краеведческий музей
- Хасавюртовский историко-краеведческий музей
- Кизлярский историко-краеведческий музей имени П. И. Багратиона
- Литературно-мемориальный музей Г. Цадасы
- Музей истории театров Дагестана
- Мемориальный музей Уллубия Буйнакского
- Хунзахский историко-революционный музей
- Музей боевой славы (г. Махачкала)
- Новокаякентский краеведческий музей
- Кумухский краеведческий музей
- Мемориальный музей С. Стальского
- Мемориальный дом-музей А. А. Бестужева-Марлинского
- Музей истории рыбной промышленности Дагестана
- Дом-музей Расула Гамзатова

### Государственные театры
- Аварский музыкально-драматический театр имени Гамзата Цадасы
- Государственный республиканский русский драматический театр им. М. Горького
- Горско-еврейский театр
- Кумыкский Государственный музыкально-драматический театр имени А. П. Салаватова
- Даргинский драматический театр
- Лакский Государственный музыкально-драматический театр имени Э. Капиева
- Лезгинский государственный музыкально-драматический театр имени С. Стальского
- Дагестанский государственный театр кукол
- Дагестанский государственный театр оперы и балета
- Республиканский центр культуры
- Государственный театр песни «Джислам»
- Азербайджанский государственный драматический театр
- Дагестанская государственная филармония им. Т. Мурадова

- Аварский театр
- Русский театр
- Кумыкский театр
- Театр кукол

### Архитектура
Архитектура Дагестана складывается из самобытной архитектуры народов Дагестана (аварская архитектура, даргинская архитектура, лезгинская архитектура, рутульская архитектура, табасаранская архитектура, и т. д.), а также из заимствований от многочисленных завоевателей (персов, арабов, русских и др.).

#### Памятники архитектуры
В Дагестане находится 1200 строений, признанных памятниками архитектуры, при этом 40 из них относятся к памятникам федерального значения. Среди них есть и памятники всемирного наследия ЮНЕСКО.
- Дербентская стена — двойная стена времён Сасанидов, перекрывающая Каспийские ворота. Стена на протяжении 15 веков использовалась в оборонительных целях персами, арабами и монголами (ильханы, Тимуриды). Представляет собой единственный сохранившийся памятник древнеперсидского фортификационного зодчества и внесена ЮНЕСКО в список Всемирного наследия.
- Нарын-Кала — древняя крепость площадью 4,5 га, которая возвышается над Дербентом с горы. Внутри сохранились бани, резервуары для воды на случай осады и руины древних зданий. К их числу принадлежит крестово-купольная церковь V века, позднее перестроенная под храм огнепоклонников и мечеть. Шахский дворец дошёл до нашего времени в развалинах. В 2003 году признано ЮНЕСКО Всемирным наследием.
- Джума-мечеть — древнейшая мечеть в России. Это храм, захваченный арабами-мусульманами и переделанный в мечеть. Храм был создан до появления арабов в Дербенте. Поэтому эта мечеть имеет вход с юга, а не с севера, как должно быть у мечетей. Об этом впервые написал Амри Шихсаидов в книге «Дагестанские святыни». Перед мечетью — медресе XV века. Внесена ЮНЕСКО в список Всемирного наследия.
- Армянская церковь Святого Всеспасителя — памятник архитектуры XIX века в городе Дербенте. Построен в 1860 году. После завершения капитального ремонта и реставрационных работ — в мае 1982 года в нём открылся музей изобразительного искусства (филиал республиканского музея изобразительного искусства). Музей вошёл в состав Государственного Музея-заповедника на правах отдела «Ковра и декоративно-прикладного искусства»[146]. внесена ЮНЕСКО в список Всемирного наследия.
- Церковь Покрова Пресвятой Богородицы — православная церковь в городе Дербенте. Построена в 1900 году, открыта — в 1901 году[147].
- Дербентский маяк (построен в 1853 году)[148]. Самый южный маяк России[149][150]. Маяк включён в список охраняемых памятников России и входит в исторический список ЮНЕСКО[151].
- Крепость-село Кала-Корейш — село основанное на высокой горе арабским племенем корейшитов в VII веке. Кала-Корейш была важным центром распространения ислама в Дагестане. Настоящей жемчужиной древнего поселения по праву считается его мечеть, предположительно построенная в IX—X веках и тем самым является одной из старейших мечетей Дагестана[152][153].Аул старый Кахиб
- Джума-мечеть села Рича — памятник истории и архитектуры, построенная в XIII в., XIX в. Расположена она на наклонном рельефе. Это — один из немногих сохранившихся ранних культовых сооружений агулов. Именно в этой мечети в 1239 году оборонялись до последнего от монгольских войск защитники села Рича. Была разрушена монголами и войсками Надир-шаха. С тех времён в мечети сохранился крутящийся столб[154][155].
- Ахтынская крепость — русская крепость в селе Ахты Ахтынского района, построенная в 1839 году генералом Е. А. Головиным. Памятник истории и архитектуры федерального значения. Самая южная крепость на территории России[156].
- Хрюгская Джума-мечеть с минаретом — памятник истории и архитектуры республиканского значения в селе Хрюг Ахтынского района. Построена в XVIII—XIX веках[157].
- Преображенское укрепление — заложена в 1859 году генерал-фельдмаршалом А. И. Барятинским. Крепость перекрывала единственную дорогу проходившую по долине реки Андийское Койсу[158].

- Крепость Нарын-кала в Дербенте
- Крепость-село Кала-Корейш
- Аул Старый Кахиб
- Армянская церковь Святого Всеспасителя
- Дербентская Джума-мечеть
- Старый аул Корода

### Заповедники
- Дагестанский — государственный природный заповедник в Республике Дагестан, был создан 9 января 1987 года, располагается на двух разнородных участках в пределах Тарумовского и Буйнакского районов. Площадь 19 061 га. Участки заповедника находятся в пределах равнинного Дагестана.

На прилегающих к заповедным участкам землях и водном пространстве созданы охранные зоны общей площадью 21065 га, в том числе, в Кизлярском заливе — 19890 га, и на Сарыкуме — 1175 га.

### Заказники
- Заказник «Тляратинский» — государственный природный заказник федерального значения, расположен в Тляратинском районе, в верховьях реки Аварское Койсу (бассейн р. Джурмут) и охватывает северные склоны Главного Кавказского хребта и юго-западные отроги хребта Нукатль. Организован Приказом Главного управления охотничьего хозяйства и заповедников при Совете Министров РСФСР от 16 декабря 1986 г. № 491 в соответствии с распоряжением Совета Министров Дагестанской АССР от 23 сентября 1986 года № 441-р с целью сохранения, восстановления и воспроизводства ценных в хозяйственном отношении охотничьих животных и среды их обитания в высокогорье Большого Кавказа.

Передан в ведение заповедника Приказом Министерства природных ресурсов и экологии Российской Федерации от 3 ноября 2009 г. N 360.
- Заказник «Самурский» — государственный природный заказник федерального значения, расположен на территории Магарамкентского (9,3 тыс. га) и Дербентского (1,9 тыс. га) районов. «Самурский» организован Приказом Главного управления охотничьего хозяйства и заповедников при Совете Министров РСФСР от 28 мая 1982 г. № 162 без ограничения срока действия.

Передан в ведение заповедника Приказом Министерства природных ресурсов и экологии Российской Федерации от 3 ноября 2009 г. № 362. Заказник имеет профиль биологического (зоологического) и предназначен для сохранения и восстановления ценных в хозяйственном отношении, а также редких и находящихся под угрозой исчезновения объектов животного мира и среды их обитания.
Площадь Заказника 11,2 тыс. га. На территории заказника расположено 7 населённых пунктов сельского типа, 3 пограничные заставы, Приморский рыборазводный завод, земли нескольких сельхозпредприятий и арендаторов.
- Заказник «Аграханский» — государственный природный заказник федерального значения, расположен на территории Аграханского залива. Основан в 1983 году. Всего в заказнике насчитывается 200 видов птиц. На территории 39.000 гектаров, живут пеликаны и розовые фламинго, аисты и цапли и многие другие[161].

#### Памятники
- Мемориальный комплекс Азиза Алиева — открыт 11 мая 2016 года мемориальный комплекс имени общественного и политического деятеля Азиза Алиева в Махачкале[162].
- Мемориальный комплекс «Скорбящая мать» — открыт 8 мая, в канун Дня Победы в Дербенте мемориал, основной элемент которого — фигура женщины с молитвенно протянутыми руками — был отлит из бронзы в Санкт-Петербурге.
- Землянка Петра I в Дербенте — памятник геополитического значения, напоминающее о добровольном присоединении персидского города-крепости к Российской империи почти 300 лет назад[163].

## Спорт
Сегодня Дагестан является одним из лидеров среди регионов России по спортивным достижениям. На протяжении 50 лет Дагестан является кузницей кадров всемирно известных борцов. В республике родились 10 олимпийских чемпионов, 41 чемпион мира, 89 чемпионов Европы. Очень популярен в Дагестане футбол. Махачкалинский футбольный клуб «Анжи» в 2000—2002, 2010—2019 годах выступал высшем дивизионе чемпионата России (Премьер-Лиге), а также в Кубке УЕФА (Лиге Европы). В чемпионате России по футболу Дагестан представляют 2 клуба — махачкалинское Динамо, выступающее в Первой лиге, и ещё один махачкалинский футбольный клуб Легион, выступающий во Второй лиге. В Каспийске расположен самый большой в Дагестане стадион «Анжи-Арена» вместимостью 30 тысяч зрителей. Дагестанцами являются, например, такие спортсмены с мировым именем как чемпион UFC Хабиб Нурмагомедов, чемпион UFC Ислам Махачев, двукратная олимпийская чемпионка по лёгкой атлетике Елена Исинбаева, чемпион Северной Америки по версии NABF в первом полусреднем весе Максим Дадашев, трёхкратный олимпийский чемпион по вольной борьбе Бувайсар Сайтиев, двукратные олимпийские чемпионы по вольной борьбе Мавлет Батиров и Абдулрашид Садулаев.

### Комментарии
1. 1 2  авар. Дагъистан Жумгьурият, агул. Дагъустан Жумгьурият, азерб. Дағыстан Республикасы, дарг. Дагъистан Республика, кум. Дагъыстан Республикасы, лак. Дагъустаннал Республика, лезг. Дагъустан Республика, ног. Дагыстан Республикасы, рут. Дагъустан Республика, таб. Дагъустан Республика, татск. Республикей Догъисту, цахур. Дагъыстан Республика, чечен. ДегIeстан Республика
2. ↑  Согласно конституции, государственными языками республики являются русский и все языки народов Дагестана. Однако только 14 языков имеют свою письменность и функционируют как государственные.